# Балада о Пишоњи и Жуги (представа)
Балада о Пишоњи и Жуги је позоришна представа коју је режираo Владан Ђурковић према комаду Владимира Ђурђевића, базираног на истоименој песми музичког састава Забрањено пушење.
Премијерно приказивање било је 7. марта 2012. године у позоришту ДАДОВ.
Представа је упоредо приказивана у Атељеу 212.

## Радња
Радња представе смештена је у време уочи распада СФРЈ, када се нетрпељивост и политичко-националистичка тензија полако захухтава.
Пишоња и Жуга су два седамнаестогодишњака. Они интуитивно осећају да ће се нешто озбиљно изменити. Међутим и даље сањају о Дубровнику, проводу и девојкама. Море за њих представља једини вид бекства од сурове свакодневице и и испуњење највећих тинејџерских жеља, и то све уочи распада земље.

## Улоге
| Лица          | Глумци             |
| ------------- | ------------------ |
| Пишоња        | Милан Марић        |
| Жуга          | Никола Јовановић   |
| Амила         | Тамара Драгичевић  |
| Мурга Дрот    | Зоран Цвијановић   |
| Славко Пјевач | Михаило Лаптошевић |
| Гузоњин син   | Иван Зекић         |
| Ненси         | Милена Живановић   |
| Лепи          | Урош Јовчић        |

## Галерија
- Фотографија са извођења представе
- Фотографија са извођења представе
- Фотографија са извођења представе
- Фотографија са извођења представе
- Фотографија са извођења представе
- Фотографија са извођења представе
- Фотографија са извођења представе
- Фотографија са извођења представе
- Фотографија са извођења представе
- Фотографија са извођења представе
- Фотографија са извођења представе
- Фотографија са извођења представе
- Фотографија са извођења представе
- Фотографија са извођења представе
- Фотографија са извођења представе
- Фотографија са извођења представе
- Фотографија са извођења представе
- Фотографија са извођења представе
- Фотографија са извођења представе
- Фотографија са извођења представе
- Фотографија са извођења представе
- Фотографија са извођења представе
- Фотографија са извођења представе
- Фотографија са извођења представе
- Фотографија са извођења представе
- Фотографија са извођења представе
- Фотографија са извођења представе
- Фотографија са извођења представе
- Фотографија са извођења представе